# Simon Langton (Geistlicher)
Simon Langton (auch Simon de Langton; † 1248) war ein englischer Geistlicher und Diplomat. 

## Herkunft
Simon Langton war der jüngste Sohn von Henry Langton aus Langton bei Wragby in Lincolnshire. Er hatte zwei ältere Brüder, Stephen Langton, der wie er Geistlicher wurde, und Walter Langton, der den väterlichen Besitz erbte. Walter Langton starb 1234 kinderlos, so dass Simon Langton seine Besitzungen und Schulden erbte. 

## Streit mit König Johann
Er besuchte vermutlich die sich damals bildende Universität von Paris, deren führender Gelehrter sein Bruder Stephen war, und wurde als Magister bezeichnet. Er soll eine Reihe von Schriften verfasst haben, die jedoch nicht erhalten sind oder ihm nicht zweifelsfrei zuzuordnen sind. Die Ernennung seines Bruders Stephen zum Erzbischof von Canterbury durch Papst Innozenz III. 1207 verursachte den Bruch zwischen dem Papst und dem englischen König Johann Ohneland. 1208 reiste Simon zweimal und 1209 ein weiteres Mal nach England, um im Auftrag seines Bruders König Johann dazu zu bewegen, ihn als Erzbischof anzuerkennen. König Johann verdächtigte jedoch seinen Bruder, dass er wegen seiner Tätigkeit in Paris ein Parteigänger des französischen Königs sei, und lehnte nach harten Verhandlungen mit Simon dessen Anerkennung als Erzbischof und Oberhaupt der englischen Kirche ab. Nachdem der Papst darauf 1208 England mit dem Interdikt belegt und 1209 den König exkommuniziert hatte, unterwarf sich Johann schließlich 1213 dem Papst und erkannte Stephen Langton als Erzbischof an. Der König versöhnte sich mit Papst und hieß auch Simon in England wieder willkommen, doch sowohl Stephen wie auch sein Bruder Simon blieben Gegner des Königs. Simon gehörte zu den führenden Angehörigen des Gefolges des Erzbischofs und diente ihm vermutlich als sein Kanzler. 1214 reiste er zu Papst Innozenz III. nach Rom, um die oppositionelle Haltung seines Bruders gegenüber König Johann zu verteidigen. 
Auch auf einer 1214 von seinem Bruder einberufenen Versammlung der englischen Bischöfe in Dunstan widersprach Simon dem päpstlichen Gesandten Pandulf und lehnte die angebotene Entschädigung, die der König für die während des Interdikts entstandenen Verluste der Kirche leisten wollte, als zu gering ab. Durch Vermittlung seines Bruders erhielt Simon kirchliche Pfründen in London und York. 1215 wurde er trotz Verbotes durch den Papst vom Domkapitel von York zum Erzbischof von York gewählt. Simon reiste daraufhin erneut nach Rom, um seine Wahl vom Papst bestätigen zu lassen, doch dieser verwarf seine Wahl, ernannte stattdessen Walter de Gray, einen Vertrauten des Königs, zum Erzbischof, und verbot Simon, ohne ausdrückliche päpstliche Erlaubnis ein weiteres kirchliches Amt anzunehmen. Simon Langton schloss sich daraufhin dem französischen Prinzen Ludwig an, dem während des Ersten Kriegs der Barone von den rebellischen Baronen die englische Krone angeboten worden war. Als Ludwig im Mai 1216 mit einer französischen Armee nach England übersetzte, diente ihm Simon Langton als Kaplan. Nachdem ihm die Barone und die Bevölkerung von London in London gehuldigt hatten, ernannte Ludwig Simon Langton zu seinen Kanzler. Simon missachtete die Anordnungen von Pandulf Verraccio, der weiterhin König Johann unterstützte, und wurde daraufhin als Gegner des englischen Königs, der sein Reich dem Papst als Lehen angetragen hatte, 1216 namentlich exkommuniziert.

## Verbannung aus England und Tätigkeit als Diplomat
Nach der Niederlage von Prinz Ludwig im Krieg der Barone legte Simon alle seine Ämter nieder und kehrte Ende 1217 mit dem Prinzen nach Frankreich zurück. Er reiste nach Rom, um vom Papst Absolution zu erbitten. Der neue Papst Honorius III. verzieh ihm 1218, ernannte ihn zum päpstlichen Subdiakon und erlaubte ihm, Pfründen in Frankreich anzunehmen. Sowohl der Papst wie auch der englische König verboten ihm jedoch, nach England zurückzukehren. Er lebte in den nächsten Jahren in Paris, wo er Kanoniker an der Kathedrale Notre-Dame de Paris wurde und eine Pension vom französischen König erhielt. Als gerüchteweise 1220 bekannt wurde, dass der Papst seine Verbannung aus England aufheben würde, protestierten zahlreiche englischen Magnaten dagegen, und noch Ende 1223 verkündete der englische König Heinrich III. seine Verärgerung über Simon Langton.

## Archidiakon von Canterbury
Erst im Juni 1227 erhielt Simon nach Vermittlung seines Bruders Stephen, der inzwischen alt und krank war, die Erlaubnis, nach England zurückzukehren. Bereits am 14. Mai 1227 hatte sein Bruder ihn zum Archidiakon von Canterbury ernannt, und im Dezember übertrug er ihm und seinen Amtsnachfolgern die Aufsicht über alle Kirchen des Erzbistums. Dazu erhielt er die Einkünfte aus den reichen Kirchen von Teynham und Hackington. Das Domkapitel stimmte dieser Übertragung zu, dafür erhielt es die Zusicherung, dass in Hackington kein Säkularkanonikerstift eingerichtet würde, das seine Einkünfte geschmälert hätte. Dazu übertrug ihm Simon den bisherigen Amtssitz des Archidiakons in Canterbury und errichtete stattdessen einen neuen Palast in Hackington. 
Während seiner Amtszeit kam es zu drei großen Streitfällen mit Benediktinern aus dem Erzbistum. Zum ersten Streit kam es 1235, als er sich als Anwalt von Erzbischof Edmund of Abingdon an den Papst wandte, da er mit der Wahl von Richard Wendene zum neuen Bischof von Rochester nicht einverstanden war. Der Papst bestätigte jedoch die Wahl des Domkapitels von Rochester und beauftragte Simon, bei der Bischofsweihe von Wendene zu assistieren. Zum zweiten großen Konflikt kam es 1237, als die St Augustine’s Abbey von Canterbury versuchte, erneut die geistliche Gerichtshoheit über die dem Kloster unterstellten Pfarreien zu erlangen. Hierbei ging es auch um die Einkünfte aus diesen Pfarreien, da bei einer Vakanz die Einkünfte bislang an das Erzbistum fielen. Nach einem Vergleich konnte der Streit beigelegt werden. Zum größten Streit kam es 1238 mit dem Domkapitel der Kathedrale von Canterbury über dessen Privilegien, Rechte und Einkünfte. Zur Entscheidung des Streits reiste Simon als Vertreter des Erzbischofs nach Rom, wo er den Domherren Urkundenfälschung vorwarf. Nach Prüfung dieses Vorwurfs setzte der Papst den Prior des Domkapitels ab und verwies zwei Domherren aus dem Domkapitel. Die Mitglieder des Domkapitels wählten daraufhin einen neuen Prior, ohne den Erzbischof angemessen zu beteiligen. Dieser verlangte daraufhin, unterstützt von Simon, die Exkommunikation der Domherren. Nach dem Tod von Erzbischof Edmund of Abingdon 1240 beanspruchte Simon, dass bis zur Wahl eines neuen Erzbischofs er anstelle des Priors die geistliche Gerichtshoheit über das Erzbistum hätte. Der verärgerte König Heinrich III. benannte daraufhin rasch Bonifatius von Savoyen als Kandidaten, der dann zum neuen Erzbischof gewählt wurde.

## Weitere Tätigkeit als Diplomat
Simon übertrug den Großteil seiner Aufgaben an seine Untergebenen, vor allem an Master Robert of Gloucester und Master Roger of Elham. Er war selbst häufig als Gesandter für den Papst oder den König tätig und war vermutlich zwischen 1229 und 1237 überhaupt nicht in England. 1229 war er nachweislich in Rom. Simon stand bei Papst Gregor IX. in hohem Ansehen, und angeblich hat er 1231 die Wahl von Ralph de Neville und 1232 von John Blund zu Nachfolgern des verstorbenen Erzbischofs Richard Grant verhindert. Der Papst sandte ihn als Gesandten nach Paris, wo er auch in langen Verhandlungen von November 1234 bis August 1235 einen Waffenstillstand zwischen England und Frankreich vermitteln konnte, wodurch er beim englischen König hohes Ansehen gewann. Spätestens am 20. November 1237 war er wieder in England, wo er einen Streit mit dem päpstlichen Legaten hatte. 1238 begleitete er Erzbischof Edmund Rich auf dessen Reise nach Rom. Während des Streits mit dem Domkapitel von Canterbury nach 1240 lehnte er 1241 jedoch eine weitere Reise nach Rom ab, da er sich zu alt für die beschwerliche Alpenüberquerung fühlte. Vor seinem neuen Feldzug in die Gascogne bat König Heinrich III. ihn 1242 ausdrücklich, für ihn zu beten. Simon gehörte jedoch später einer Kommission an, die einen Bericht über den missglückten Feldzug an den Papst verfasste, in dem der König kritisiert wurde.

## Nachwirkung
In den von Benediktinern verfassten Chroniken wird Simon Langton wegen seiner Streitigkeiten mit dem Orden schlecht dargestellt. Bei den Franziskanern war er dagegen hoch angesehen, da er ihnen die Gründung von ersten Niederlassungen in England mit ermöglicht hatte. Er hinterließ der Pariser Universität eine Büchersammlung, die auch arme Studenten nutzen durften, und war 
ein großzügiger Stifter für ein Kolleg für arme Priester in Canterbury, als dessen zweiter Gründer er galt. Aus diesem Poor Priest's Hospital entstand nach der Reformation im 16. Jahrhundert eine Schule, aus der die 1881 gegründeten Simon Langton Grammar School for Boys und Simon Langton Girls' Grammar School in Canterbury hervorgingen.